# إلياس سليم فرحات

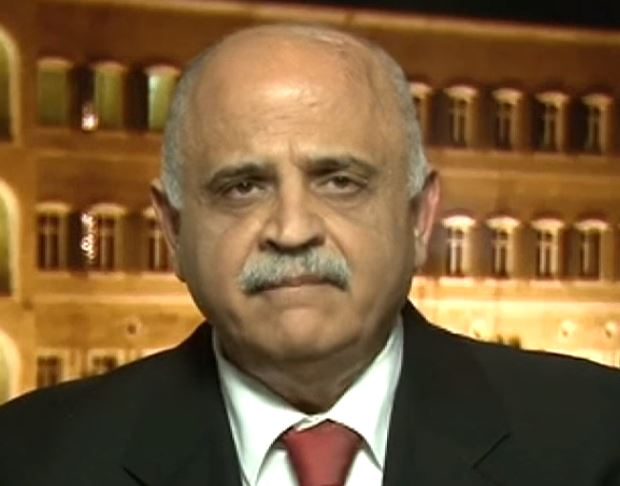
العميد المتقاعد إلياس سليم فرحات

الياس سليم فرحات هو عميد متقاعد وباحث عسكري واستراتيجي لبناني تولى منصب قائد كلية فؤاد شهاب للقيادة والأركان ومدير مديرية التوجيه في الجيش اللبناني. وقد ترجم عدداً من الكتب وله مؤلفات.